# الویس بومونو
الویس بومونو (انگلیسی: Elvis Bwomono؛ زادهٔ ۲۹ نوامبر ۱۹۹۸) بازیکن فوتبال است.
از باشگاه‌هایی که در آن بازی کرده‌است می‌توان به باشگاه فوتبال ساوتند یونایتد و باشگاه فوتبال کویینز پارک رنجرز اشاره کرد.
وی همچنین در تیم ملی فوتبال اوگاندا بازی کرده‌است.